# Polizeiruf 110: Doppeltes Spiel
Doppeltes Spiel ist ein deutscher Kriminalfilm von Ingrid Sander aus dem Jahr 1978. Der Fernsehfilm, der auf dem Kriminalroman Das sanfte Mädchen vom Tom Wittgen beruht, erschien als 54. Folge der Filmreihe Polizeiruf 110.

## Handlung
In einer Baugrube wird die Leiche von Anja Bindseil aufgefunden. Bald wird deutlich, dass ihr Tod kein Unfall war, sondern Anja bereits tot war, als sie in die Grube gefallen ist. Zwei Personen identifizieren die Leiche: Arthur Hopfer, Hauptbuchhalter eines Warenhauses und Vorgesetzter von Anja, sowie Susi Brehm, die sich mit Anja eine Wohnung teilte. Susi Brehm vermutet sofort Heinz Caster als möglichen Täter. Anja hatte mit ihm ein Verhältnis, fand jedoch bald heraus, dass er verheiratet ist. Obwohl Susi ihr davon abriet, suchte Anja Casters Frau auf, um für klare Verhältnisse zu sorgen. Seither war sie verschwunden.
Oberleutnant Peter Fuchs und Leutnant Woltersdorf übernehmen die Ermittlungen. Sie erfahren im Gespräch mit dem Ehepaar Caster, dass Heinz, der in der Forschungsabteilung eines Chemiewerks wissenschaftlich arbeitet, regelmäßig neue Liebschaften hat, was seine Frau jedoch toleriert. Sie weiß, dass er sie und die beiden Kinder nie verlassen würde. Dies sagte sie auch Anja, als sie sie aufsuchte. Heinz hätte auch nie das gemeinsame Haus aufgegeben, das sie sich in mehr als zehn Jahren Ehe aufgebaut haben.
Peter Fuchs verfolgt neben der Familie Caster eine weitere Spur und ordnet im Warenhaus eine verdeckte Revision an. Dies empört Hauptbuchhalter Hopfer, der sich pflichtbewusst gibt. Er wird in die Ermittlungsarbeit der Polizei eingeweiht, so hat die erste Revision doppelt ausgestellte Rechnungen ergeben. Bei den weiteren Untersuchungen kommen immer mehr Fehlrechnungen ans Tageslicht, von denen Hopfer nichts gewusst haben muss. Eine Mittäterschaft kann jedoch nicht ausgeschlossen werden. Aufgrund der Art der Rechnungen vermuten die Ermittler einen Komplizen im zuliefernden Großhandelsbetrieb Textil und schon bald zeigt sich, dass Mitarbeiter Rautenberg über mehr Geld verfügt, als eine Erbschaft und sein Einkommen ergeben. Zudem erfahren die Ermittler, dass Hopfer am Tattag zwar auf einer Faschingsfeier war, jedoch von seinem dort gemieteten Zimmer aus jederzeit unbemerkt über das Dach verschwinden konnte. Hopfer ist im Ort als sehr freigiebig bekannt. Auch Anja Bindseil scheint über größere Geldbeträge verfügt zu haben, hatte sie sich doch kurz vor ihrem Tod ein Gartengrundstück gekauft und bar 3000 Mark Anzahlung geleistet.
Nach einer Befragung, in der Peter Fuchs und Leutnant Woltersdorf Rautenberg des gemeinschaftlichen Betrugs bezichtigen, lassen sie ihn laufen, beschatten ihn jedoch. Er fährt nach Berghainichen, wo Hopfer ein Grundstück besitzt, das er von seiner Mutter geerbt hat. In Hopfers Haus nehmen die Ermittler Rautenberg fest, doch kann Hopfer, der bereits vor Rautenberg angekommen war, entkommen. Er fährt zu seinem Betrieb und erwartet die Ermittler an seinem Schreibtisch. Erst jetzt gibt er zu, dass er von Anja erpresst wurde, die hinter den Betrug mit den doppelt ausgestellten Rechnungen gekommen war. Sie forderte immer höhere Anteile der Betrugssumme und wollte zuletzt die Hälfte von Hopfers Anteil haben. Er weigerte sich und sie kündigte an, seine Karriere zu zerstören. Er erschlug sie und brachte ihre Leiche anschließend zur Baugrube. Hopfer wird festgenommen.

## Produktion
Doppeltes Spiel wurde vom 7. November bis 30. Dezember 1977 unter dem Arbeitstitel Das sanfte Mädchen im Bezirk Cottbus gedreht. Die Kostüme des Films schuf Katrin Johnsen, die Filmbauten stammen von Günther Möller. Der Film erlebte am 2. Juli 1978 im 1. Programm des Fernsehens der DDR seine Premiere. Die Zuschauerbeteiligung lag bei 44,5 Prozent.
Es war die 54. Folge der Filmreihe Polizeiruf 110. Oberleutnant Peter Fuchs ermittelte in seinem 33. Fall und Leutnant Woltersdorf in seinem 3. Fall.